# Dodecaibidion modestum
Dodecaibidion modestum là một loài bọ cánh cứng trong họ Cerambycidae.